# SDV (raketna tehnologija)
Shuttle-Derived Launch Vehicle -  ali samo Shuttle-Derived Vehicle - SDV - je več različnih konceptov nosilnih raket, ki uporabljajo tehnologijo od raketoplana Space shuttla. Program se je začel v poznih 1980ih, ko je NASA študirala o povsem tovorni verziji Shuttle-C. 
Leta 2005 je NASA predlagala Ares I, ki bi izstrelil šloveško posadko in tovornega Ares V. Ares I in V bi omogočala raziskovanje Lune in Marsa.Kasneje so razmišljali tudi o tretji raketi Ares IV. Trenutno je najresnejši kandidat Space Launch System, ki prav tako uporablja SDV tehnologijo.